# Pholidota globosa
Pholidota globosa är en orkidéart som först beskrevs av Carl Ludwig von Blume, och fick sitt nu gällande namn av John Lindley. Pholidota globosa ingår i släktet Pholidota och familjen orkidéer. Inga underarter finns listade i Catalogue of Life.